# Крајинско-тимочки дијалект
Крајинско-тимочки дијалект је један од два дијалекта влашког језика, матерњег језика Влаха Србије. Њиме говоре Власи који живе у низијама око Зајечара, Неготина и Кладова, дакле на подручјима Неготинске и Тимочке Крајине.
Крајинско-тимочки дијалект влашког језика се разликује од браничевско-хомољског дијалекта у неким гласовима. Говорници овог дијалекта употребљавају у изговору ч/ћ и џ/ђ, а не употребљавају африкат дз, већ фрикатив з, као ни умекшане гласове ш́ и ж́ у ћирилици, односно ś и ź у латиници